# ドレイク・ボールドウィン
- ドレイク・ボルドウィン

ドレイク・ランドール・ボールドウィン（Drake Randall Baldwin, 2001年3月28日 - ）は、アメリカ合衆国ウィスコンシン州マディソン出身のプロ野球選手（捕手）。右投左打。MLBのアトランタ・ブレーブス所属。

## 経歴

### プロ入り前
マディソン・ウェスト高等学校では野球の他にアイスホッケーにも打ち込んでいた。

### プロ入りとブレーブス時代
2022年のMLBドラフト3巡目（全体96位）でアトランタ・ブレーブスから指名されプロ入り。傘下のルーキー級フロリダ・コンプレックスリーグ・ブレーブスでプロデビューした。
2023年はA＋級ローム・ブレーブスで開幕を迎え、その後AA級ミシシッピ・ブレーブス、AAA級グウィネット・ストライパーズへ昇格。3チーム合計で109試合に出場して打率.270、16本塁打、61打点を記録した。
2024年はAA級ミシシッピ、AAA級グウィネットの2チーム合計で124試合に出場して打率.276、16本塁打、88打点を記録。シーズン途中にはオールスター・フューチャーズゲームに選出された。また、オフにはWBSC プレミア12のアメリカ合衆国代表に選出された。
2025年、シーズン開幕前の3月21日にメジャー契約を結びアクティブ・ロースター入りした。

## 詳細情報

### 記録
MiLB
- オールスター・フューチャーズゲーム選出：1回（2024年）

### 背番号
- 30（2025年 - ）

### 代表歴
- 2024 WBSCプレミア12 アメリカ合衆国代表